# 그라다차츠

그라다차츠의 위치

그라다차츠(보스니아어: Gradačac)는 보스니아 헤르체고비나 북동부에 위치한 도시로 면적은 218 km2, 인구는 41,836명(2013년 당시 기준), 인구 밀도는 192명/km2이다. 행정 구역상으로는 보스니아 헤르체고비나 연방에 속하는 주인 투즐라 주에 위치한다.

시 문장